# Цаповка (Харьковская область)
Ца́повка (укр. Цапівка) — село, Золочевский поселковый совет, Золочевский район, Харьковская область, Украина.
Код КОАТУУ — 6322655111. Население по переписи 2001 года составляет 587 (266/321 м/ж) человек.

## Географическое положение
Село Цаповка находится на реке Рогозянка, недалеко от её истоков; ниже по течению примыкает к селу Великая Рогозянка.
Село вытянуто вдоль реки с севера на юг на расстояние восьми км.
На расстоянии в 8 км расположен пгт Золочев.

## Происхождение названия
Украинское цап переводится как козёл, то есть по-русски «Козловка».
Село было названо по прозвищу бывшего помещика.

## История
- 1700 — дата основания (Большой Цаповки?)[1].
- Несколько хуторов и сёл, вытянутых вдоль течения Рогозянки по обеим её берегам и ныне образующих Цаповку, представляли уже в 19 веке единое целое.
- В 1920-х годах было создано коллективное хозяйство (сельскохозяйственная артель) имени наркома обороны СССР Климента Ворошилова.
- В 1940 году, перед Великой Отечественной войной, в Хвартушном были 139 дворов и ветряная мельница.[2]
- В 1940 году в Малой Цаповке были 75 дворов, две ветряные мельницы и свой Цаповской сельсовет[6], к которому относились соседние сёла и хутора.
- В 1940 в Большой Цаповке было 173 двора и 4 ветряные мельницы.[7]
- Между 1967[8] и 1976[9] годами (в 1976?) расположенные сверху вниз по течению реки Рогозянки сёла Лютовского сельсовета Фартушное, Малая Цаповка и Большая Цаповка были объединены в село Цаповка. (Артель имени Ворошилова[10] ранее, после ВОВ, была присоединена к Цаповке).
- В 1976 году объединённая Цаповка относилась к Лютовскому сельсовету.[9]

## Экономика
- Молочно-товарная ферма.
- Кирпичный завод.

## Объекты социальной сферы
- Детский сад.
- Школа I—II ст.
- Цаповский клуб[11].
- Фельдшерско-акушерский пункт.

## Достопримечательности
- Братская могила советских воинов и Памятный знак воинам-односельчанам. Похоронено 12 воинов.